# Callithrix kuhlii
Lo uistitì di Wied (Callithrix kuhlii Coimbra-Filho, 1985) è un primate platirrino della famiglia dei Callitricidi.
Si credeva che questi animali fossero frutto dell'ibridazione spontanea di popolazioni di Callithrix geoffroyi e Callithrix penicillata: studi del DNA mitocondriale hanno tuttavia messo gli studiosi di fronte all'esistenza di una nuova specie.

## Distribuzione
L'animale è endemico della foresta atlantica costiera del Brasile sud-orientale, dove colonizza le aree di foresta con denso sottosuolo ed alberi giovani. La specie presenta simpatria con la scimmia leonina Leontopithecus chrysomelas, con la quale può presentare qualche forma di mutualismo e non in competizione per il cibo, poiché quest'ultima si muove nella parte alta della foresta.

## Descrizione

### Dimensioni
Misura circa 40 cm di lunghezza, di cui la metà spetta alla lunga coda, per un peso di 350-400 g.

### Aspetto
Il pelo è generalmente nero con la testa grigia e caratteristiche striature grigie su dorso e coda, che è inanellata. È presente un'area bianca su fronte e guance: i ciuffi sulle orecchie sono di colore nero.

## Biologia
Sono animali diurni e sociali: vivono in gruppetti di circa sette individui dove le femmine sono in numero maggiore (solitamente doppio) rispetto ai maschi. Ogni gruppo occupa un territorio di circa un ettaro che viene marcato tramite secrezioni della ghiandola soprapubica, tuttavia tale territorio non difende attivamente da eventuali intrusi: i vari territori si sovrappongono per larghi tratti e spesso vari esemplari utilizzano un singolo albero come fonte di nutrimento, senza che accadano episodi di violenza. Ciascun esemplare possiede un proprio timbro vocale ed individua altri esemplari con altre vocalizzazioni ben distinte per ciascun individuo: questo comportamento è paragonabile al chiamarsi per nome.

In caso di pericolo, solitamente questi animali si disperdono, ma se il predatore è di piccole dimensioni è possibile che si riuniscano in gruppo ed esibiscano comportamenti intimidatori al fine di farlo allontanare.

### Alimentazione
Si nutrono principalmente di linfa, che ricavano incidendo la corteccia degli alberi coi loro particolari incisivi: non disdegnano di mangiare anche frutta, fiori ed insetti.

### Riproduzione
La femmina dominante è anche l'unica a potersi riprodurre, e si accoppia con più maschi (poliandria) durante il periodo dell'estro. L'accoppiamento sembrerebbe avere una durata di 45 minuti.

La gestazione dura quattro mesi e mezzo, al termine dei quali vengono dati alla luce due gemelli che vengono presi in consegna dall'intero gruppo, che se ne prende cura lasciandoli alla madre solo il tempo della poppata. In questo modo, vengono svezzati attorno ai 5 mesi e diventano indipendenti attorno all'anno d'età, periodo in cui raggiungono anche la maturità sessuale.

La femmina è in grado di portare a termine con successo due gravidanze l'anno: entra nuovamente in estro circa una settimana dopo il parto.

In questa specie si riscontra chimerismo, ossia la stessa cellula uovo può essere fecondata da spermatozoi di padri diversi, e per questo motivo i cuccioli possono nascere con vari tessuti provenienti da diversi padri.
La speranza di vita di questi animali in cattività si aggira attorno ai 15 anni.